# Rigoberto Urán
Rigoberto Urán Urán (ur. 26 stycznia 1987 w Urrao) – kolumbijski kolarz szosowy i torowy, wicemistrz olimpijski w wyścigu ze startu wspólnego (2012).
Jako junior odnosił liczne sukcesy w kraju. Był mistrzem Kolumbii w jeździe na czas oraz w wyścigu punktowym w kategorii U17. Dwa lata później został mistrzem kraju w kategorii U19 w wyścigu ze startu wspólnego oraz w wyścigu punktowym.
Jego pierwsze sukcesy w zawodowym peletonie to wygranie 8. etapu Tour de Suisse w 2007 roku, gdzie w klasyfikacji generalnej zajął 9. miejsce. W tym samym roku wygrał również etap Euskal Bizikleta. W karierze zawodowej jego największym osiągnięciem jest srebrny medal igrzysk olimpijskich w 2012 roku w wyścigu ze startu wspólnego oraz dwukrotne zajęcie 2. miejsca w klasyfikacji generalnej Giro d’Italia w 2013 oraz 2014 roku. W 2015 roku osiągnął zwycięstwo w wyścigu jednodniowym Grand Prix Cycliste de Québec zaliczanym do cyklu UCI World Tour. W 2017 uzyskał drugą lokatę w klasyfikacji generalnej Tour de France.

## Najważniejsze osiągnięcia
2007
- 2. miejsce w mistrzostwach Kolumbii (jazda ind. na czas)
- 9. miejsce w Tour de Suisse
  - 1. miejsce na 8. etapie
- 1. miejsce na 2b etapie Euskal Bizikleta

2008
- 2. miejsce w Volta a Catalunya
- 3. miejsce w Giro di Lombardia

2009
- 5. miejsce w Tour de Romandie

2010
- 7. miejsce w Tour de Suisse

2011
- 3. miejsce w Grand Prix Cycliste de Québec
- 4. miejsce w Volta a Catalunya
- 5. miejsce w Liège-Bastogne-Liège
- 3. miejsce w Giro dell’Emilia

2012
- 5. miejsce w Volta a Catalunya
  - 1. miejsce na 4. etapie
  - 2. miejsce na 5. etapie
- 7. miejsce w Giro d’Italia
- 10. miejsce w Tour de Pologne
- 2. miejsce w igrzyskach olimpijskich (start wspólny)
- 1. miejsce w Giro del Piemonte
- 3. miejsce w Giro di Lombardia

2013
- 2. miejsce w Giro d’Italia
  - 1. miejsce na 10. etapie

2014
- 3. miejsce w Tour of Oman
- 2. miejsce w Giro d’Italia
  - 1. miejsce na 12. etapie
  - koszulka lidera przez 4 etapy (13–16.)
- 9. miejsce w Tour of Beijing

2015
- 1. miejsce w mistrzostwach Kolumbii (jazda ind. na czas)
- 3. miejsce w Tirreno-Adriático
- 5. miejsce w Volta a Catalunya
- 5. miejsce w Tour de Romandie
- 10. miejsce w Clásica de San Sebastián
- 1. miejsce w Grand Prix Cycliste de Québec

2016
- 10. miejsce w Volta a Catalunya
- 7. miejsce w Giro d’Italia
- 3. miejsce w Giro dell’Emilia
- 3. miejsce w Giro di Lombardia

2017
- 8. miejsce w Vuelta a Andalucía
- 8. miejsce w Tirreno-Adriático
- 9. miejsce w Vuelta al País Vasco
- 8. miejsce w Route du Sud
- 2. miejsce w Tour de France
  - 1. miejsce na 9. etapie
- 3. miejsce w Giro dell’Emilia
- 1. miejsce w Mediolan-Turyn

2018
- 2. miejsce w Tour de Slovénie
- 6. miejsce w Clásica de San Sebastián
- 7. miejsce w Vuelta a España
- 2. miejsce w Giro dell’Emilia
- 4. miejsce w Giro di Lombardia

2019
- 7. miejsce w Tour de France

2020
- 1. miejsce na 1. etapie Tour Colombia (jazda druż. na czas)
- 8. miejsce w Tour de France

2021
- 2. miejsce w Tour de Suisse
  - 1. miejsce na 7. etapie (jazda ind. na czas)
- 10. miejsce w Tour de France

2022
- 1. miejsce na 17. etapie Vuelta a España
- 5. miejsce w Giro dell’Emilia

## Starty w Wielkich Tourach
| Grand Tour | 2009 | 2010 | 2011 | 2012 | 2013 | 2014 | 2015 | 2016 | 2017 | 2018 | 2019 | 2020 | 2021 | 2022 | 2023 | 2024 |
| ---------- | ---- | ---- | ---- | ---- | ---- | ---- | ---- | ---- | ---- | ---- | ---- | ---- | ---- | ---- | ---- | ---- |
| Giro       | -    | 35.  | -    | 7.   | 2.   | 2.   | 14.  | 7.   | -    | -    | -    | -    | -    | -    | DNF  | -    |
| Tour       | 51.  | -    | 23.  | -    | -    | -    | 42.  | -    | 2.   | DNF  | 7.   | 8.   | 10.  | 25.  | 71.  | -    |
| Vuelta     | -    | 32.  | -    | 29.  | 27.  | DNF  | -    | -    | -    | 7.   | DNF  | -    | -    | 9.   | -    | DNF  |

## Rankingi
| Rok                | 2007 | 2008 | 2009 | 2010 | 2011 | 2012 | 2013 | 2014 | 2015 | 2016 | 2017 | 2018 | 2019 | 2020 | 2021 | 2022 | 2023 | 2024 |
| ------------------ | ---- | ---- | ---- | ---- | ---- | ---- | ---- | ---- | ---- | ---- | ---- | ---- | ---- | ---- | ---- | ---- | ---- | ---- |
| UCI ProTour        | 120. | 25.  |      |      |      |      |      |      |      |      |      |      |      |      |      |      |      |      |
| UCI World Calendar |      |      | 90.  | 100. |      |      |      |      |      |      |      |      |      |      |      |      |      |      |
| UCI World Tour     |      |      |      |      | 24.  | 15.  | 27.  | 30.  | 13.  | 32.  | 20.  | 42.  |      |      |      |      |      |      |
| World Ranking      |      |      |      |      |      |      |      |      |      | 45.  | 17.  | 40.  | 150. | 114. | 62.  | 90.  | 268. | 688. |
| UCI Europe Tour    |      |      |      |      |      |      |      |      |      | 82.  | 30.  | 117. |      |      |      |      |      |      |
| UCI America Tour   |      |      |      |      |      |      |      |      |      | -    | 237. | 28.  | 12.  | 8.   | 5.   | 8.   | 23.  | 78.  |
|                    |      |      |      |      |      |      |      |      |      |      |      |      |      |      |      |      |      |      |
| Źródło: UCI        |      |      |      |      |      |      |      |      |      |      |      |      |      |      |      |      |      |      |